# 2017年シンガポールグランプリ
2017年シンガポールグランプリ (2017 Singapore Grand Prix) は、2017年のF1世界選手権第14戦として、2017年9月17日にシンガポール市街地コースで開催された。
正式名称は「2017 FORMULA 1 SINGAPORE AIRLINES SINGAPORE GRAND PRIX」。

## レース前
このレースでピレリが供給するドライタイヤのコンパウンドは、ソフト、スーパーソフト、ウルトラソフトの3種類。
FIAはトラックリミット防止のため、ターン2の後にコーンを設置した。また、数カ所に再舗装を施し、ピットレーンの幅が275mm拡張されている。
シンガポールGPの開催契約が2021年まで延長されることになった。
2018年シーズンに関する動向
- メルセデスはバルテリ・ボッタスとの契約を2018年まで延長したことを発表[5]。
- マクラーレンはホンダとの契約を2017年いっぱいで解消することを発表。翌2018年からホンダはトロ・ロッソにパワーユニットを供給し、マクラーレンはルノーの供給を受ける[6]。
- トロ・ロッソのカルロス・サインツJr.は、2018年からルノーへ移籍することが決定した[7]。
- フォース・インディアはセルジオ・ペレスと2018年までの契約延長を発表。これにより、2018年もペレスとエステバン・オコンのラインナップが確定した[8]。

## フリー走行
開催日時は現地時間 (UTC+8、以下同じ）。

### 1回目
2017年9月15日 16:30
気温29度、路面温度32度、曇天のドライコンディション。昼過ぎにスコールがあったがセッション開始時には路面は乾いた（ただし縁石はまだ濡れている）。トロ・ロッソはカルロス・サインツJr.に代わってショーン・ゲラエルが、ハースはケビン・マグヌッセンに代わってアントニオ・ジョヴィナッツィがこのセッション限定で走った。フォース・インディアはシャークフィンの上に極小ウィングレットを30枚以上付けている。8番手となったフェルナンド・アロンソは「パワーがない」「トップタイムを出せた！」と不満を漏らす。トップタイムはダニエル・リカルドの1分42秒489。

### 2回目
2017年9月15日 20:30
気温29度、路面温度31度、ドライコンディション。このセッションでもレッドブル勢が好調で、リカルドとマックス・フェルスタッペンによるタイム更新の応酬となった。開始44分後にセバスチャン・ベッテルがバリアに接触、バーチャルセーフティカー(VSC)が導入された。トップタイムはリカルドの1分40秒852。

### 3回目
2017年9月16日 18:00

## 予選
2017年9月16日 21:00
セバスチャン・ベッテルがポールポジションを獲得した。メルセデスはルイス・ハミルトンが5位、バルテリ・ボッタスが6位に終わった。

### 結果
| Pos.                | No. | ドライバー                 | コンストラクター                | Q1       | Q2       | Q3       | Grid |
| ------------------- | --- | -------------------------- | ------------------------------- | -------- | -------- | -------- | ---- |
| 1                   | 5   | セバスチャン・ベッテル     | フェラーリ                      | 1:43.336 | 1:40.529 | 1:39.491 | 1    |
| 2                   | 33  | マックス・フェルスタッペン | レッドブル-タグ・ホイヤー       | 1:42.010 | 1:40.332 | 1:39.814 | 2    |
| 3                   | 3   | ダニエル・リカルド         | レッドブル-タグ・ホイヤー       | 1:42.063 | 1:40.385 | 1:39.840 | 3    |
| 4                   | 7   | キミ・ライコネン           | フェラーリ                      | 1:43.328 | 1:40.525 | 1:40.069 | 4    |
| 5                   | 44  | ルイス・ハミルトン         | メルセデス                      | 1:42.455 | 1:40.577 | 1:40.126 | 5    |
| 6                   | 77  | バルテリ・ボッタス         | メルセデス                      | 1:43.137 | 1:41.409 | 1:40.810 | 6    |
| 7                   | 27  | ニコ・ヒュルケンベルグ     | ルノー                          | 1:42.586 | 1:41.277 | 1:41.013 | 7    |
| 8                   | 14  | フェルナンド・アロンソ     | マクラーレン-ホンダ             | 1:42.086 | 1:41.442 | 1:41.179 | 8    |
| 9                   | 2   | ストフェル・バンドーン     | マクラーレン-ホンダ             | 1:42.222 | 1:41.227 | 1:41.398 | 9    |
| 10                  | 55  | カルロス・サインツ         | トロ・ロッソ                    | 1:42.176 | 1:41.826 | 1:42.056 | 10   |
| 11                  | 30  | ジョリオン・パーマー       | ルノー                          | 1:42.472 | 1:42.107 |          | 11   |
| 12                  | 11  | セルジオ・ペレス           | フォース・インディア-メルセデス | 1:43.594 | 1:42.246 |          | 12   |
| 13                  | 26  | ダニール・クビアト         | トロ・ロッソ                    | 1:42.544 | 1:42.338 |          | 13   |
| 14                  | 31  | エステバン・オコン         | フォース・インディア-メルセデス | 1:43.626 | 1:42.760 |          | 14   |
| 15                  | 8   | ロマン・グロージャン       | ハース-フェラーリ               | 1:43.627 | 1:43.883 |          | 15   |
| 16                  | 20  | ケビン・マグヌッセン       | ハース-フェラーリ               | 1:43.756 |          |          | 16   |
| 17                  | 19  | フェリペ・マッサ           | ウィリアムズ-メルセデス         | 1:44.014 |          |          | 17   |
| 18                  | 18  | ランス・ストロール         | ウィリアムズ-メルセデス         | 1:44.728 |          |          | 18   |
| 19                  | 94  | パスカル・ウェーレイン     | ザウバー-フェラーリ             | 1:45.059 |          |          | 19   |
| 20                  | 9   | マーカス・エリクソン       | ザウバー-フェラーリ             | 1:45.570 |          |          | 20 1 |
| 107% time: 1:49.150 |     |                            |                                 |          |          |          |      |
| ソース              |     |                            |                                 |          |          |          |      |

追記
- ^1 - エリクソンは予選前に6戦以内のギアボックス交換を行ったため5グリッド降格[14]

## 決勝
2017年9月17日 20:00
レースはウェットコンディションでのスタートとなった。これは2008年の初開催以来、初めてのことである。
スタート直後のターン1でフェラーリ勢とマックス・フェルスタッペンが接触、フェルナンド・アロンソもこのクラッシュに巻き込まれて4台ともにリタイアとなった。なお、1周目にフェラーリの全車両がレースから姿を消すことはF1の歴史でこれが初のことである。この多重事故で5位スタートのルイス・ハミルトンに逆転劇が起こり、悠々とトップを独走して逆転勝利、3連勝。ノーポイントに終わったセバスチャン・ベッテルとの差は28ポイントに広がり、チャンピオン争いで優位に立った。なお、スタート直後のフェラーリ勢とマックス・フェルスタッペンとフェルナンド・アロンソによる多重クラッシュの原因についてはレース後に審議の対象となるが、おとがめ無しの裁定が下された。

### 結果
| Pos.   | No. | ドライバー                 | コンストラクター                | 周回数 | タイム/リタイア | Grid | Pts. |
| ------ | --- | -------------------------- | ------------------------------- | ------ | --------------- | ---- | ---- |
| 1      | 44  | ルイス・ハミルトン         | メルセデス                      | 58     | 2:03:23.544     | 5    | 25   |
| 2      | 3   | ダニエル・リカルド         | レッドブル-タグ・ホイヤー       | 58     | +4.507          | 3    | 18   |
| 3      | 77  | バルテリ・ボッタス         | メルセデス                      | 58     | +8.800          | 6    | 15   |
| 4      | 55  | カルロス・サインツ         | トロ・ロッソ                    | 58     | +22.822         | 10   | 12   |
| 5      | 11  | セルジオ・ペレス           | フォース・インディア-メルセデス | 58     | +25.359         | 12   | 10   |
| 6      | 30  | ジョリオン・パーマー       | ルノー                          | 58     | +27.259         | 11   | 8    |
| 7      | 2   | ストフェル・バンドーン     | マクラーレン-ホンダ             | 58     | +30.388         | 9    | 6    |
| 8      | 18  | ランス・ストロール         | ウィリアムズ-メルセデス         | 58     | +41.696         | 18   | 4    |
| 9      | 8   | ロマン・グロージャン       | ハース-フェラーリ               | 58     | +43.282         | 15   | 2    |
| 10     | 31  | エステバン・オコン         | フォース・インディア-メルセデス | 58     | +44.795         | 14   | 1    |
| 11     | 19  | フェリペ・マッサ           | ウィリアムズ-メルセデス         | 58     | +46.536         | 17   |      |
| 12     | 94  | パスカル・ウェーレイン     | ザウバー-フェラーリ             | 56     | +2 Laps         | 19   |      |
| Ret    | 20  | ケビン・マグヌッセン       | ハース-フェラーリ               | 50     | パワーユニット  | 16   |      |
| Ret    | 27  | ニコ・ヒュルケンベルグ     | ルノー                          | 48     | パワーユニット  | 7    |      |
| Ret    | 9   | マーカス・エリクソン       | ザウバー-フェラーリ             | 35     | アクシデント    | 20   |      |
| Ret    | 26  | ダニール・クビアト         | トロ・ロッソ                    | 10     | アクシデント    | 13   |      |
| Ret    | 14  | フェルナンド・アロンソ     | マクラーレン-ホンダ             | 8      | 接触ダメージ    | 8    |      |
| Ret    | 5   | セバスチャン・ベッテル     | フェラーリ                      | 0      | アクシデント    | 1    |      |
| Ret    | 33  | マックス・フェルスタッペン | レッドブル-タグ・ホイヤー       | 0      | アクシデント    | 2    |      |
| Ret    | 7   | キミ・ライコネン           | フェラーリ                      | 0      | アクシデント    | 4    |      |
| ソース |     |                            |                                 |        |                 |      |      |

ファステストラップ
- ルイス・ハミルトン（メルセデス） 1:45.008（55周目）

ラップリーダー
- ルイス・ハミルトン (Lap 1-58)

追記
- 2時間を超えたため58周でレース終了。当初の予定は61周

## 第14戦終了時点のランキング
|  | 順位 | ドライバー             | ポイント |
|  | ---- | ---------------------- | -------- |
|  | 1    | ルイス・ハミルトン     | 263      |
|  | 2    | セバスチャン・ベッテル | 235      |
|  | 3    | バルテリ・ボッタス     | 212      |
|  | 4    | ダニエル・リカルド     | 162      |
|  | 5    | キミ・ライコネン       | 138      |

|  | 順位 | コンストラクター                | ポイント |
|  | ---- | ------------------------------- | -------- |
|  | 1    | メルセデス                      | 475      |
|  | 2    | フェラーリ                      | 373      |
|  | 3    | レッドブル-タグ・ホイヤー       | 230      |
|  | 4    | フォース・インディア-メルセデス | 124      |
|  | 5    | ウィリアムズ-メルセデス         | 59       |

- 注：ドライバー、コンストラクター共にトップ5のみ表示。